# Matthias Loehr

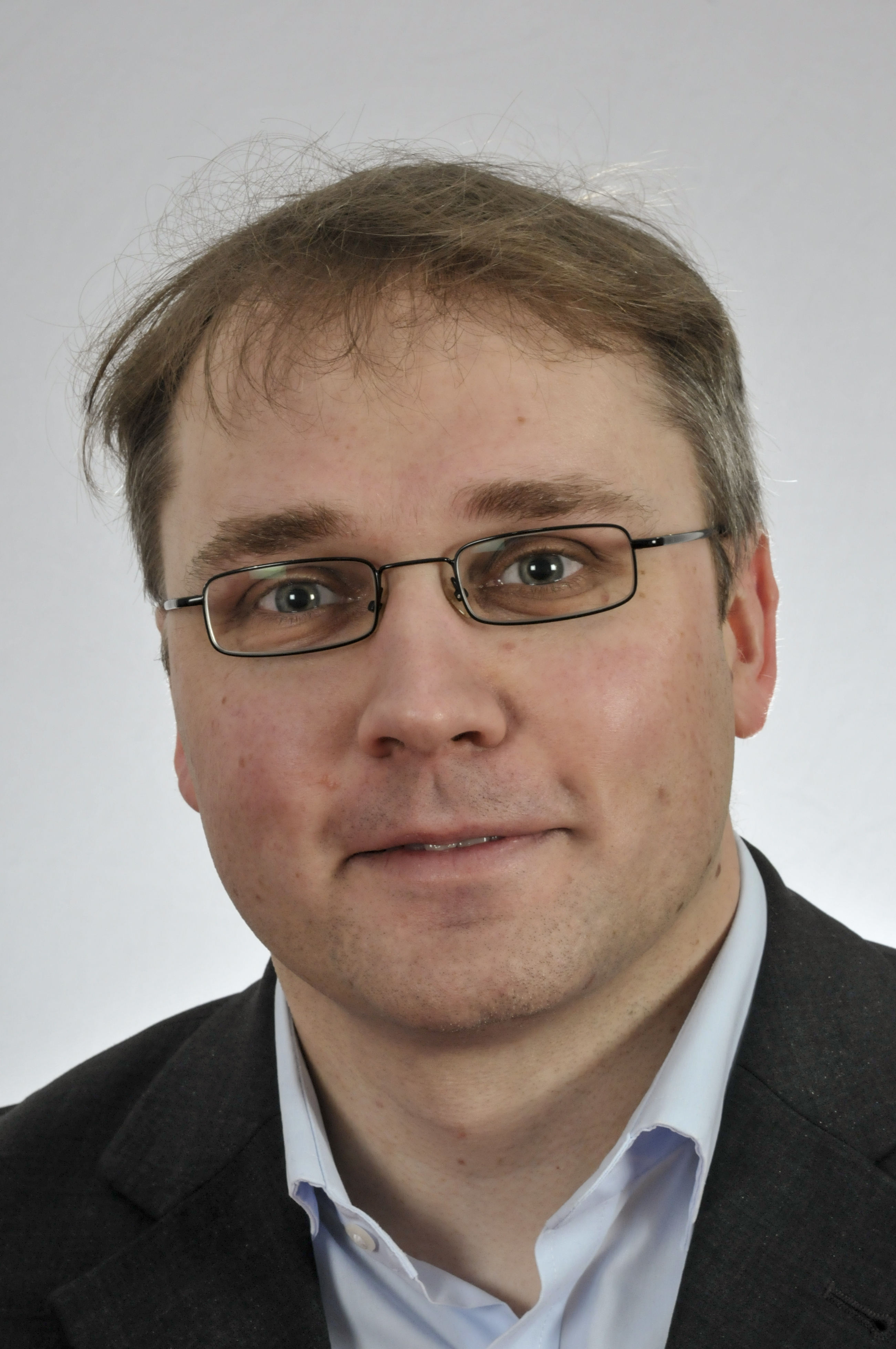
Matthias Loehr 2016

Matthias Loehr (* 28. Juli 1977 in Cottbus) ist ein deutscher Politiker (Die Linke) und Gewerkschaftsfunktionär. Er war 2009 sowie zwischen 2012 und 2019 Abgeordneter im Landtag Brandenburg.

## Leben und Beruf
Nach dem Abitur 1997 absolvierte Loehr in Cottbus und Zehdenick eine Ausbildung zum IT-System-Kaufmann. Anschließend leistete er Zivildienst in den Hand in Hand Werkstätten der Lebenshilfe in Gallinchen. Von 2002 bis Ende 2005 war er als Angestellter beim gleichen Träger an verschiedenen Standorten tätig.
Loehr ist verheiratet und hat zwei Kinder.

## Politik
1998 ist Matthias Loehr in die damalige PDS eingetreten. 2001 wurde er in den Landesvorstand der PDS Brandenburg gewählt, diesem gehörte er bis März 2010 an. Von 2002 bis 2006 war er Geschäftsführer des Kreisverbandes Cottbus. Von 2007 bis 2021 gehörte er dem Kreisvorstand Die Linke Lausitz an. 2011 bis 2021 war er Vorsitzender des Kreisverbandes Lausitz (Cottbus & Spree-Neiße).
Zur Landtagswahl 2004 kandidierte er erfolglos für ein Direktmandat im Wahlkreis Cottbus I. Er unterlag knapp Martina Münch (SPD). Nach der Bundestagswahl 2005 wurde er im Jahr 2006 Wahlkreismitarbeiter des Bundestagsabgeordneten Wolfgang Nešković.
Im Dezember 2008 rückte Matthias Loehr über den Landeslistenplatz 28 für den ausgeschiedenen Stefan Sarrach in den Landtag Brandenburg nach. Er wurde rechtspolitischer Sprecher der Landtagsfraktion und Mitglied im Rechtsausschuss und Richterwahlausschuss. Bei der Landtagswahl am 27. September 2009 trat er erneut als Direktkandidat in Cottbus sowie als Listenkandidat seiner Partei an, verpasste jedoch den Wiedereinzug in das Landesparlament. Von 2010 bis 2012 war Loehr Büroleiter des Bundestagsabgeordneten und damaligen Brandenburger Landesvorsitzenden Thomas Nord. Im Juli 2012 rückte er für die verstorbene Abgeordnete Irene Wolff-Molorciuc wieder in den brandenburgischen Landtag nach.
Zur Landtagswahl 2014 trat er im Landtagswahlkreis Cottbus II an. Den Einzug in den Landtag schaffte er über die Landesliste. Er war Sprecher seiner Fraktion für Tourismus und Wirtschaftspolitik. Er arbeitete im Ausschuss für Wirtschaft und Energie sowie im Sonderausschuss BER.
2018 trat er bei der Landratswahl im Landkreis Spree-Neiße an, verpasste jedoch mit 16,5 % der Stimmen die Stichwahl. 2019–2024 war er Mitglied der Stadtverordnetenversammlung Cottbus, seit Juli 2022 auch als Vorsitzender der Fraktion Die Linke.
Für die Landtagswahl 2019 war er Direktkandidat im Landtagswahlkreis Cottbus I. Er verlor die Wahl jedoch gegen die AfD-Politikerin Marianne Spring-Räumschüssel.
Seit dem Oktober 2023 arbeitet er als hauptamtlicher Geschäftsführer für den Deutschen Gewerkschaftsbund in der Region Südbrandenburg-Lausitz.

## Sonstiges
Seit 2001 ist Matthias Loehr Mitglied des globalisierungskritischen Netzwerkes attac. Er ist weiterhin Mitglied der Jugendhilfe Cottbus e.V., der Grünen Liga und der Aktion Sühnezeichen. Nach der Wahl in den Verwaltungsrat der Sparkasse Spree-Neiße Ende 2008 wurde Loehr am 16. Februar 2009 dort Mitglied bis zum 16. Oktober 2019.